# Rezerwat przyrody Przełom Osławy pod Mokrem
Przełom Osławy pod Mokrem – rezerwat przyrody położony w miejscowościach Wysoczany (gmina Komańcza) oraz Mokre (gmina Zagórz), w powiecie sanockim, w województwie podkarpackim.
- numer według rejestru wojewódzkiego – 88
- powierzchnia – 142,52 ha[1] (akt powołujący podawał 142,79 ha)
- dokument powołujący – Dz. Urz. Woj. Podkarpackiego 03.93.1558
- rodzaj rezerwatu – krajobrazowy[1][2]
- przedmiot ochrony (według aktu powołującego): przełomowy odcinek rzeki Osławy oraz zbiorowiska leśne z licznymi stanowiskami roślin chronionych i rzadkich w runie[1][2]